# Shōhei Miura
Shōhei Miura (三浦 翔平?, Miura Shōhei; Tokyo, 3 giugno 1988) è un attore e modello giapponese.

## Carriera
Dopo aver iniziato la carriera come modello, a partire dal 2007 partecipa a vari film e dorama interpretando dapprincipio ruoli di supporto e accompagnamento per i protagonisti, poi sempre più importanti e di spessore.
Dopo esser stato uno degli studenti di Gokusen 3, la terza stagione dedicata a Gokusen assieme a Haruma Miura, partecipa al dorama drammatico Koizora affiancando Kōji Seto; è uno dei personaggi principali in Giragira e subito a seguire nel dorama di genere scolastico-sportivo Tumbling con Yūsuke Yamamoto.
Nel 2010 riceve il premio come miglior attore per Umizaru 3 da parte dell'Awards of the Japanese Academy.
Nel 2011 fa parte del cast per la nuova versione live action di Hana-Kimi, Hanazakari no kimitachi e; l'anno seguente è in Hungry! assieme ad Osamu Mukai.

## Filmografia

### Televisione
- Sukinahito ga iru koto (Fuji Tv, 2016)
- Ashita, mama ga inai (NTV, 2014)
- Saki (Fuji TV, 2013)
- Tokyo Zenryoku Shojo (NTV, 2012)
- Beautiful Rain (Fuji TV, 2012)
- Cleopatra na Onnatachi (NTV, 2012)
- Hungry! (Fuji TV, 2012)
- Hanazakari no kimitachi e (2011) (Fuji TV, 2011) as Nakatsu Shuichi
- Shima Shima (TBS, 2011) - Tamabuki Gai
- School! (Fuji TV, 2011) - Motoki Yuichi
- Toilet no Kamisama (serie televisiva) (TBS, 2011) - Daisuke
- Tumbling (serie televisiva) (TBS, 2010) - Tsukimori Ryosuke
- Gokusen 3 SP (NTV, 2009) - Kamiya Shunsuke
- Giragira (TV Asahi, 2009) - Shoji
- Koizora (TBS, 2008) - Nozomu
- Gokusen 3 (NTV, 2008) - Kamiya Shunsuke

### Cinema
- Gokusen - Il film (2009) as Kamiya Shunsuke
- Real Onigokko 2 (2010) as Sato Hiroshi
- Umizaru 3: The Last Message (2010) as Hattori Takuya
- Kanojo wa uso o aishisugiteru (2013)

### Web dramma
- 100 Scene no Koi Vol.3 Episode 1 "Love Song wo Kimi ni" (Voltage Inc, 2008) (special appearance)